# Historische Rangordnung der höchsten Offiziere der Vereinigten Staaten
Die Historische Rangordnung der höchsten Offiziere der Vereinigten Staaten (military seniority) ist ein lose definierter Begriff für die allgemeine Bedeutung der verschiedenen Generäle und Admiräle im Rahmen der Geschichte der Vereinigten Staaten. Sie ist in der Militärgeschichte der Vereinigten Staaten allgemein anerkannt. Bedeutsam war die Rangordnung bei Offizieren mit dem gleichen Rang. Seniorität (lat. senior „der Ältere“) bezeichnet hier das Prinzip des Vorrangs von Offizieren mit einem höheren Rang oder einer früheren Beförderung im gleichen Rang.

## Rangliste
| Legende                                                                              |
| ------------------------------------------------------------------------------------ |
| - A = Altersordnung - R = Rangordnung - Ber. = Bereich - Dat. = Datum der Verleihung |

| A   | R        | Name                 | Ber.            | Rang                                                                                     | Dat.                                | Historische Bedeutung |
| --- | -------- | -------------------- | --------------- | ---------------------------------------------------------------------------------------- | ----------------------------------- | --- |
| 1.  | 1        | George Washington    | US-Heer         | General of the Armies of the United States                                               | 4. 7. 1976 postum                   | 1775 Commanding General of the United States Army, Chief der Kontinentalarmee im Unabhängigkeitskrieg, 1789 US-Präsident |
| 2.  | 1        | John J. Pershing     | Heer            | General of the Armies of the United States                                               | 3. 9. 1919                          | 1917 General im Ersten Weltkrieg und OB in Europa, 1921 Generalstabschef des Heeres                                      |
| 3.  | 1        | Ulysses S. Grant     | Heer            | General of the Army of the United States bzw. General of the Armies of the United States | 25. 7. 1866 bzw. 27. 4. 2022 postum | Commanding General U.S. Army (1864–1869), Bürgerkrieg, 1869 US-Präsident                                                 |
| 4.  | 1 oder 2 | George Dewey         | Marine          | Admiral of the Navy                                                                      | 2. 3. 1899                          | Einziger Träger des Ranges, 1898 Spanisch-Amerikanischer Krieg, Asiengeschwader                                          |
| 5.  | 4        | Winfield Scott       | Heer            | Generalmajor, Generalleutnant (Brevet-Rang)                                              | 29. 3. 1847                         | Commanding General U.S. Army (1841–1861), 1846 Mexikanisch-Amerikanischer Krieg                                          |
| 6.  | 3        | David Farragut       | Marine          | Admiral                                                                                  | 25. 7. 1866                         | 1864 Schlacht in der Mobile Bay, 1866 Erster US-Admiral, Oberbefehlshaber der Marine, Bürgerkrieg                        |
| 7.  | 3        | William T. Sherman   | Heer            | General of the Army of the United States                                                 | 4. 3. 1869                          | Commanding General U.S. Army (1869–1883), Bürgerkrieg, Indianerkriege                                                    |
| 8.  | 3        | David D. Porter      | Marine          | Admiral                                                                                  | 25. 7. 1866                         | 1864 OB der Mississippiflotte, Bürgerkrieg                                                                               |
| 9.  | 4        | Stephen Clegg Rowan  | Marine          | Vizeadmiral                                                                              | 1. 8. 1870                          | 1867 OB der Asienflotte                                                                                                  |
| 10. | 3        | Philip Sheridan      | Heer            | General of the Army of the United States                                                 | 1. 6. 1888                          | Commanding General U.S. Army (1883–1888), Bürgerkrieg, Indianerkriege                                                    |
| 11. | 4        | John Schofield       | Heer            | Generalleutnant                                                                          | 5. 2. 1895                          | Commanding General U.S. Army (1888–1895)                                                                                 |
| 12. | 4        | Nelson A. Miles      | Heer            | Generalleutnant                                                                          | 6. 6. 1900                          | Commanding General U.S. Army (1895–1903), Spanischer Krieg                                                               |
| 13. | 3        | Tasker H. Bliss      | Heer            | General                                                                                  | 6. 10. 1917                         | Generalstabschef des Heeres, Erster Weltkrieg                                                                            |
| 14. | 2        | William D. Leahy     | Marine          | Fleet Admiral                                                                            | 15. 12. 1944                        | 1942 Joint Chiefs of Staff, 1945 Teilnehmer an der Potsdamer Konferenz                                                   |
| 15. | 2        | George C. Marshall   | Heer            | General of the Army                                                                      | 16. 12. 1944                        | 1939 Generalstabschef des Heeres                                                                                         |
| 16. | 2        | Ernest J. King       | Marine          | Fleet Admiral                                                                            | 17. 12. 1944                        | 1941 OB der United States Fleet, 1942 Chief of Naval Operations                                                          |
| 17. | 2        | Douglas MacArthur    | Heer            | General of the Army                                                                      | 18. 12. 1944                        | 1930 Generalstabschef, 1942 OB im Southwest Pacific Area                                                                 |
| 18. | 2        | Chester W. Nimitz    | Marine          | Fleet Admiral                                                                            | 19. 12. 1944                        | 1941 OB der Pazifikflotte, 1942 OB der Pacific Ocean Areas, 1945 Chief of Naval Operations                               |
| 19. | 2        | Dwight D. Eisenhower | Heer            | General of the Army                                                                      | 20. 12. 1944                        | 1942 OB im European Theater of Operations, 1945 Generalstabschef, 1953 US-Präsident                                      |
| 20. | 2        | Henry H. Arnold      | Heer, Air Force | General of the Army, General of the Air Force                                            | 21. 12. 1944                        | 1941 OB der U.S. Army Air Forces                                                                                         |
| 21. | 2        | William Halsey       | Marine          | Fleet Admiral                                                                            | 11. 12. 1945                        | 1942 OB der Südpazifikflotte, 1943 OB 3. Flotte                                                                          |
| 22. | 2        | Omar Bradley         | Heer            | General of the Army                                                                      | 20. 9. 1950                         | 1944 OB der 1. Armee und der 12. Heeresgruppe, 1948 Generalstabschef                                                     |
| 23. | 3        | Raymond A. Spruance  | Marine          | Admiral                                                                                  | 4. 2. 1944                          | 1942 Schlacht um Midway, 1943 OB der 5. Flotte, 1945 OB der Pazifikflotte                                                |
| 24. | 3        | George S. Patton     | Heer            | General                                                                                  | 14. 4. 1945                         | 1944 OB der 3. Armee |
| 25. | 3        | Matthew Ridgway      | Heer            | General                                                                                  | 11. 5. 1951                         | 1951 OB im Koreakrieg, 1953 Generalstabschef                                                                             |

## Geschichte

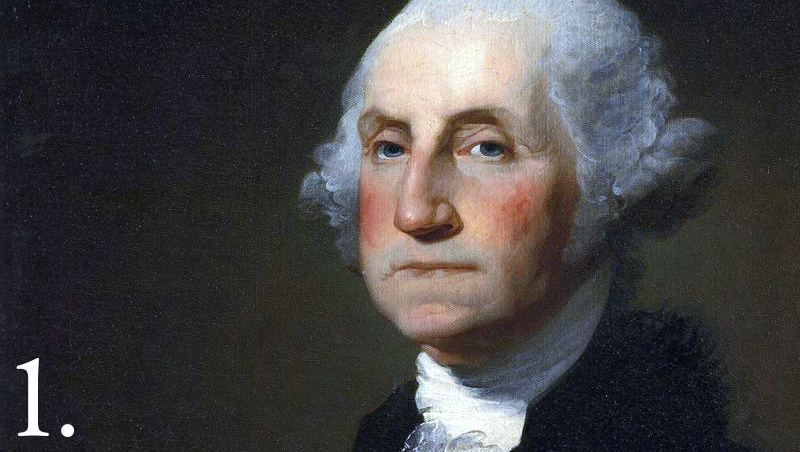
Washington

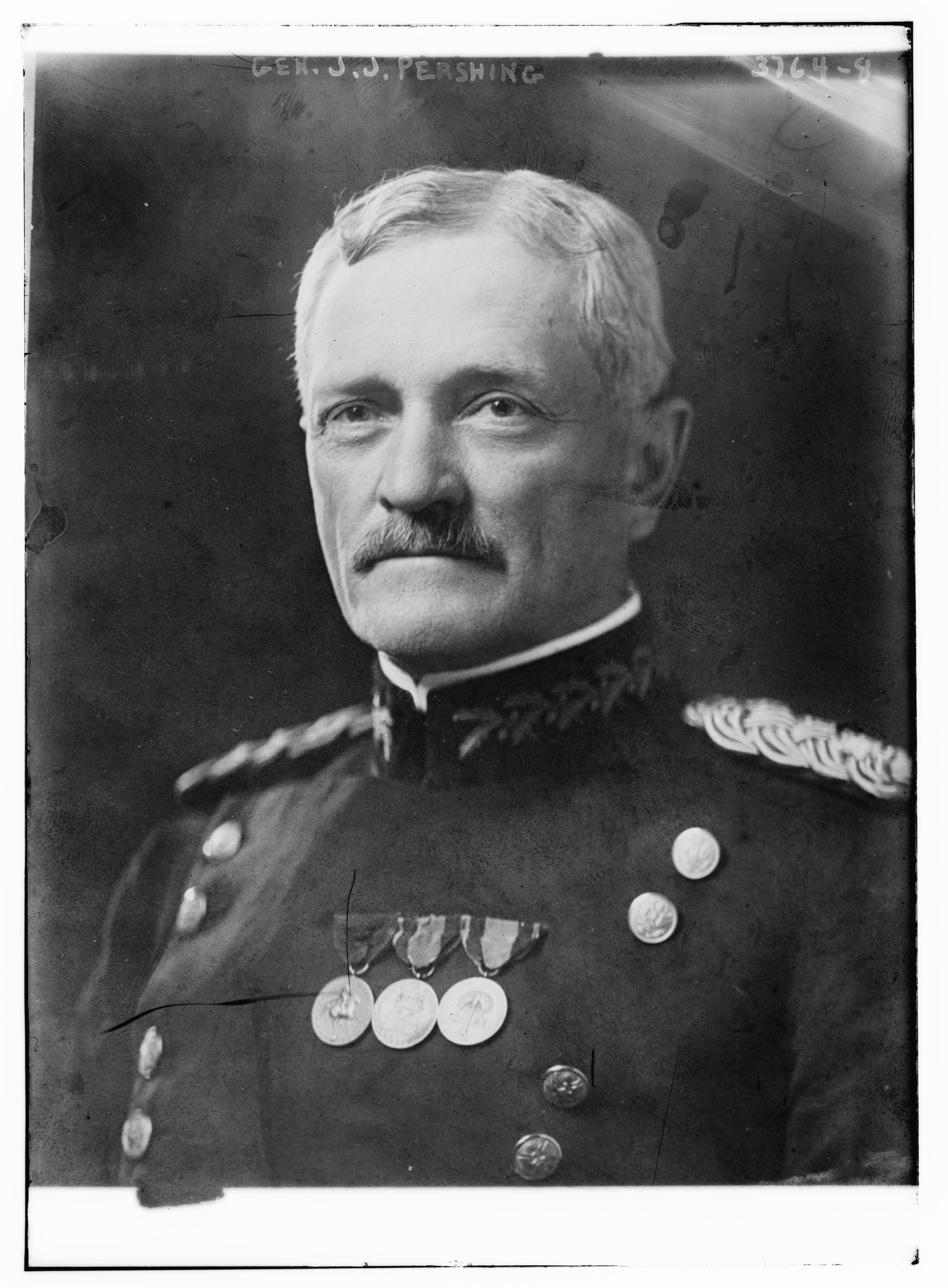
Pershing

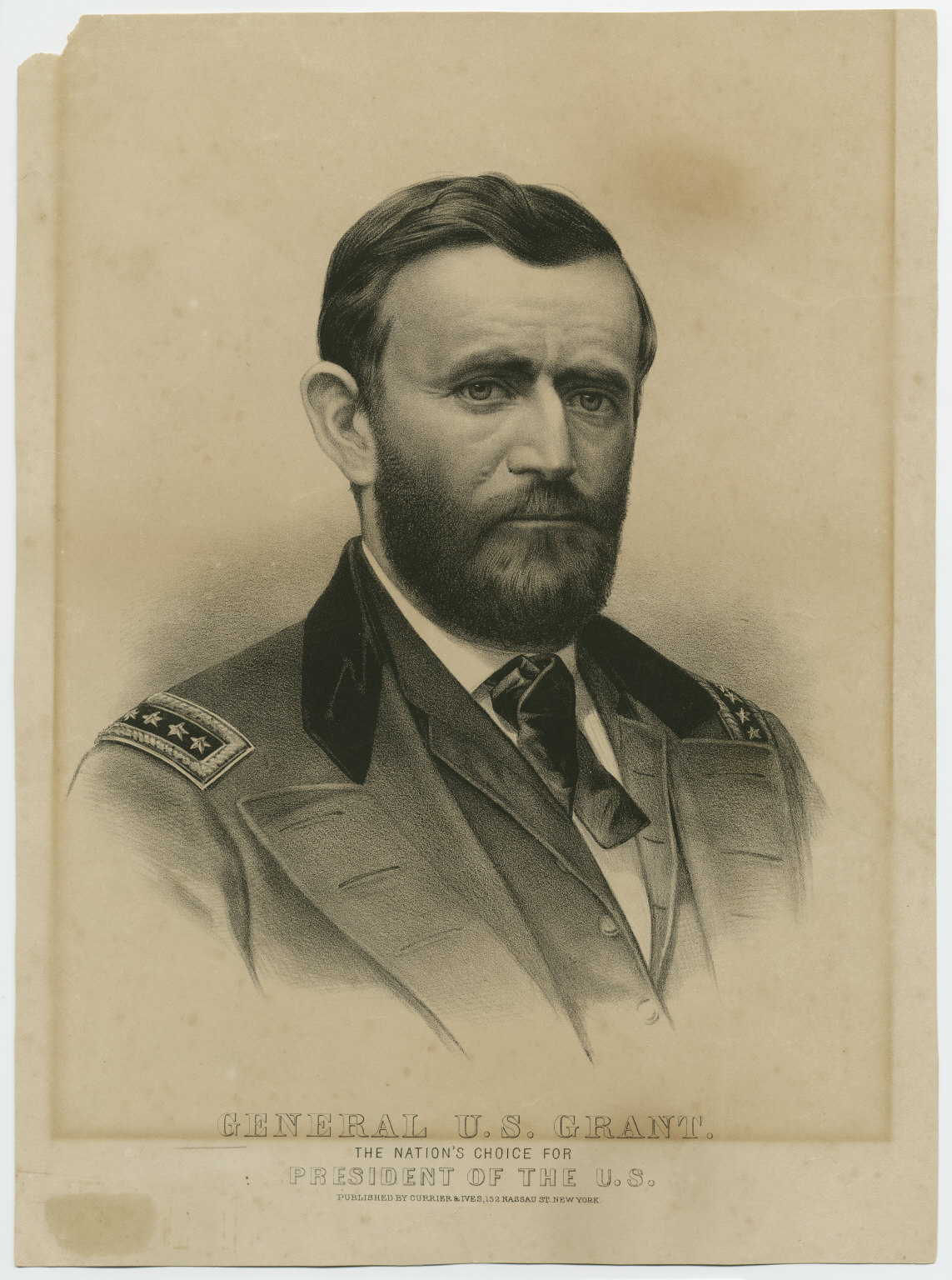
Grant

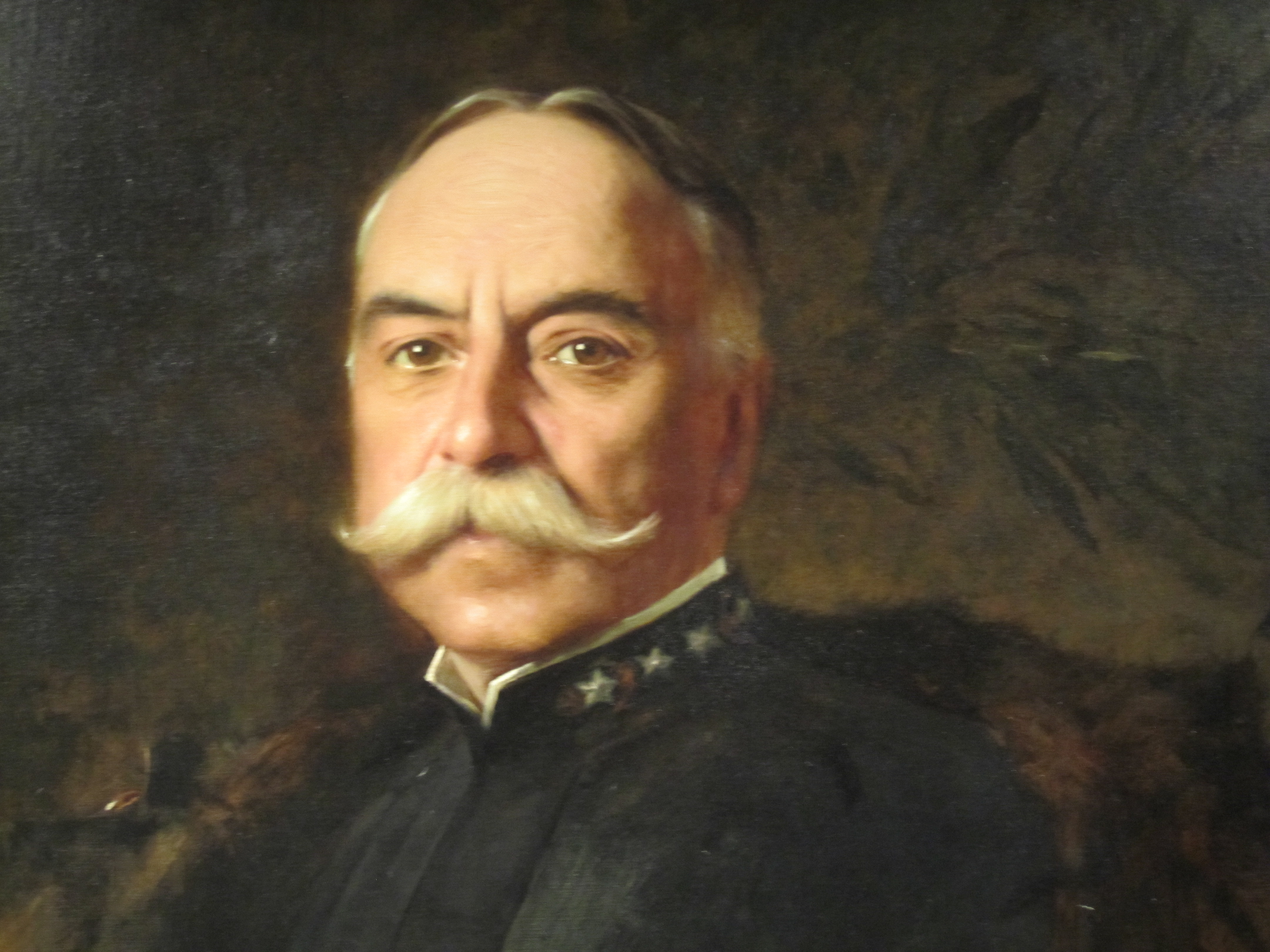
Dewey

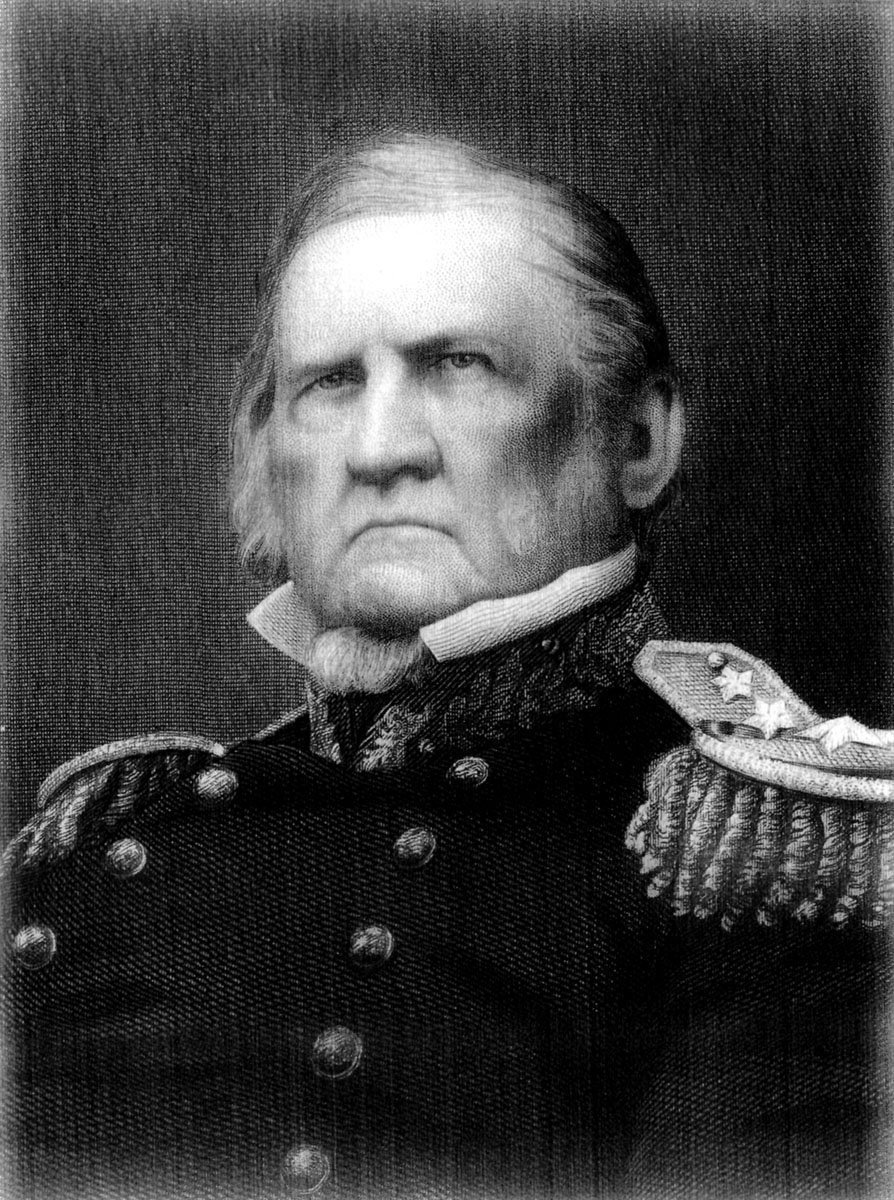
Scott

General of the Army, 1866–1872, Grant, Sherman

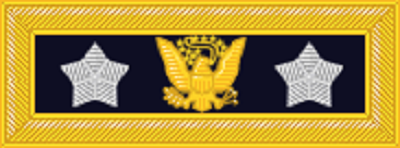
General of the Army, 1872–1888, Sherman, Sheridan

Rangabzeichen General of the Armies, Pershing

General

Rangabzeichen 5-Sterne-General

General of the Army

Fiktives Rangabzeichen General of the Armies

Tressen und Schulterstück, Admiral of the Navy

Fleet Admiral

Admiral

General of the Air Force

### Heer
Die Rangordnung ergab sich auf Grund komplexer Zusammenhänge wie Kongressbeschlüsse, Stellung im Militärsystem, Zeitpunkt des Rangerhebung und Einbeziehung der Admiräle.
Der erste Rang stand nur Washington zu. Ihm wurde 1976 durch Kongressesgesetz zur Zweihundertjahrfeier der Vereinigten Staaten postum „für die Vergangenheit und die Gegenwart“ der höchste Dienstgrad eines General of the Armies of the United States verliehen.
Nach dem Bürgerkrieg wurde der Rang eines Generals nicht vergeben. Im 19. Jahrhundert gab es in den USA nur die drei Generalsränge Brigadegeneral, Generalmajor und Generalleutnant. Der letztere Rang wurde jeweils nur an einen Offizier verliehen der zugleich auch Oberbefehlshaber des Heeres war. Der erste Generalleutnant war Washington (1798); es folgten Scott (1855 – als Brevet-Rang), Grant (1863), Sherman (1866), Sheridan (1869) und Schofield (1895). Ab 1900 erhielt diesen Rang der jeweilige Stabschef des Heeres.
1866 wurde erstmals durch Kongressbeschluss der neue, singuläre Rang General of the Army an Grant verliehen. Er trug auf den Schulterklappen vier Sterne, während später Sherman und dann Sheridan zwei Sterne und das US-Wappen bevorzugten.
Nach dem Kriegseintritt der USA in den Ersten Weltkrieg wurden 1917 erstmals wieder die Dienstgrade Lieutenant General und General verliehen. 1917 wurden Pershing Vier-Sterne-General (nach Sheridan 1888 der vierte General) und etwas später im Oktober 1917 (temporär während seiner Amtszeit bis Mai 1918 und dauerhaft als Charakter ab 1930) der Stabschef Bliss. In der Liste sind nicht Peyton C. March, John L. Hines und Charles Pelot Summerall enthalten, die wie Bliss als Generalstabschefs temporäre Viersterne-Generale und nach ihrer Pensionierung dauerhaft Generale waren.
1919 wurde vom Kongress der einzigartige Rang eines General of the Armies of the United States an Pershing verliehen, der deshalb in der historischen Rangordnung den zweiten Platz belegt. Ihm wurde es gestattet, seine eigenen Insignien zu wählen. Er entschied sich, die vier Sterne eines Generals zu tragen, jedoch in Gold. Fiktiv wurden später als Rangabzeichen die Insignien eines Sechssternegeneral vorgeschlagen.
1944 folgte die Ernennung von vier Offizieren zum General of the Army. Da es seit 1917 den Vier-Sterne-General gab, wurden nun das Rangabzeichen eines Fünfsternegenerals eingeführt. Die Ernennungen erfolgten im Wechsel mit den Marineoffizieren jeweils an sieben aufeinanderfolgenden Tagen, um die Rangordnung eindeutig zu bestimmen.
Bradley wurde 1950 der letzte Fünf-Sterne-General. Danach erfolgten keine weiteren Ernennungen, da die Erwägungen für die Generale Colin Powell (1989–1993: Generalstabschef), Norman Schwarzkopf (1991: OB im Zweiten Golfkrieg) und David Petraeus (2011: OB der United States Forces Iraq, 2012 Petraeus-Affäre) keine Zustimmung im Kongress gefunden hätten.

### Marine
Dewey wird an vierter Stelle der historischen Rangliste geführt. Ihm wurde 1903 vom Kongress rückwirkend ab 1899 der höchst erreichbare Dienstgrad in der US-Marine als Admiral of the Navy verliehen, in etwa vergleichbar mit dem eines Fünf- oder Sechssternegenerals. Sein Schulterstück hatte aber nur vier goldene Sterne, da zu seiner Zeit es auch nur drei niedrige Admiralsränge gab. Als erster Konteradmiral (1862), Vizeadmiral (1865) und dann Admiral (1866) der US-Navy wird Farragut als Sechster in der historischen Rangordnung geführt. Die Marine kannte damals die drei Ränge Konteradmiral (Rear Admiral), Vizeadmiral und Admiral.

Später, am Ende des Zweiten Weltkriegs, wurde der Rang Rear Admiral aufgeteilt in Rear Admiral (lh) und Rear Admiral (uh). Ab dem Zweiten Weltkrieg gab es den temporären Rang Commodore (-Admiral) (1 Stern, 1981–1982 auch permanent) und Rear Admiral (2 Sterne). Seit etwa 2001 werden the Abkürzungen RDML für Rear Admiral (lower half) und RADM für Rear Admiral (upper half) verwendet.

Der Rang Fleet Admiral wurde 1944 eingeführt. Da Admiral Leahy seit 1942 Chief of Staff to the Commander in Chief of the Army and Navy war, wurde ihm als ersten der Rang eines Fleet Admiral zuerkannt, einen Tag vor George C. Marshall, der Chief of Staff of the Army war.
In der Liste nicht enthalten sind die Chiefs of Naval Operations (1915 bis 1937, 1939–1942), die Admirale William S. Benson, Robert Coontz, Edward W. Eberle, Charles Frederick Hughes, William V. Pratt, William Harrison Standley und Harold R. Stark.

### Luftwaffe
In dieser Rangliste ist mit Arnold nur ein Vertreter dieser Teilstreitkraft enthalten. Die Air Force wurde als selbständige Teilstreitkraft erst 1947 gegründet. Arnold führte als einziger den vom Kongress 1949 bewilligten Rang General of the Air Force (Fünf-Sterne-General, der dem Rang eines General of the Army gleichgestellt ist).

## Vier-Sterne Offiziere

### Vier-Sterne Generale 1917 bis April 1945
Seit 1917 wurde dieser Rang (General, Full) oft noch auf Zeit (temporary) und dann nach der Pensionierung dauerhaft, an folgende Offiziere verliehen:
- Tasker H. Bliss, 1917–1918 als Chief of Staff und 1919 als Teilnehmer der Pariser Friedenskonferenz
- John J. Pershing, 1917–1919 als Kommandierender General in Europa
- Peyton C. March, 1918–1921 als Chief of Staff
- Charles P. Summerall, 1926–1930 als Chief of Staff
- Douglas MacArthur. 1930–1935 als Chief of Staff, 1941–1944 als Kommandierender General in Ostasien
- Malin Craig, 1935–1939 als Chief of Staff
- George C. Marshall, 1939–1944 als Chief of Staff
- Dwight D. Eisenhower, 1943–1944 als Kommandierender General in Europa
- Henry H. Arnold, 1942–1944 als Kommandierender General der US Army Air Forces
- Joseph Stilwell, 1944–1946 (†) als Kommandierender General in China, Burma und Indien
- Walter Krueger, März 1945–1946 als Kommandierender General der 6. US-Armee im Süd-West-Pazifik
- Brehon B. Somervell, März 1945–1946 als Kommandierender General der Army Service Forces
- Joseph T. McNarney, ab März 1945 als Kommandierender General in Europa
- Jacob L. Devers, ab März 1945 als Kommandierender General in Europa
- George Kenney, ab März 1945 als Kommandierender General der Air Forces im Fernen Osten (Far East Air Force)
- Mark W. Clark, ab März 1945 als Kommandierender General und U.S. High Commissioner
- Carl A. Spaatz, ab März 1945 als Befehlshaber der United States Strategic Air Forces in Europe
- Omar Bradley, ab März 1945 als Kommandierender General in Europa
- Thomas T. Handy, ab März 1945 als Deputy Chief of Staff
- George S. Patton, ab April 1945 als Kommandierender General in Europa
- Courtney Hodges, ab April 1945 als Kommandierender General der 1. Armee in Europa.
- Alexander A. Vandegrift, ab April 1945 als Kommandierender General der 1. US-Marineinfanteriedivision und Commandant of the Marine Corps
- Richmond K. Turner ab Mai 1945 als Kommandeur 5th Amphibious Forces im Pazifikkrieg

Sechs der o.a. Offiziere wurden zu General of the Army bzw. General of the Armies befördert. Diese und drei weitere Vier-Sterne-Generale stehen in der o.a. Rangliste. Unklar ist, warum nur diese drei Vier-Sterne-Generale in dieser Liste Erwähnung finden.

### Marine
Den Rang eines Admirals als dritthöchsten Admiralsrang gab es mit David G. Farragut schon seit 1866 und bis 1916 wurde er zwölfmal verliehen. 1917, mit der Einführung des rear admiral (upper half) (RADM) als Zwei-Sterne Admiral (höherer Konteradmiral), ergänzend zum rear admiral (lower half) (RDML), hatte die United States Navy auch Vier-Sterne Admirale (full admiral). Anfänglich wurde der Rang zumeist auf Zeit verliehen für u. a. die Commander in Chiefs der Flotte der Marine oder der Flotten in Europa, in Asien, im Atlantik und im Pazifik. Bis Ende 1945 wurde der Rang 57 Mal vergeben (siehe List of United States Navy four-star admirals in der englischsprachigen Wikipedia). Eine Ausnahme war George Dewey, der 1903 den nur einmal verliehenen besonderen Rang Admiral of the Navy erhielt.

## Heute
Historische Ranglisten wurden nach dem Koreakrieg nur noch selten erwähnt, da sie nicht mehr dem heutigen militärischen System entsprachen.

Die militärische Hierarchie der Vereinigten Staaten wird heute angeführt (2019 alles Vier-Sterne-Offiziere) von dem
- Vorsitzenden der Vereinigten Stabschefs (Chairman of the Joint Chiefs of Staff)
- Stellvertretenden Vorsitzenden der Vereinigten Stabschefs (Vice Chairman of the Joint Chiefs of Staff)
- Für die Teilstreitkräfte (nach Datum der Gründung)
  - Generalstabschef des Heeres (Chief of Staff of the Army)
  - Admiralstabschef der Marine (Chief of Naval Operations)
  - Generalstabschef des Marine Corps (Commandant of the Marine Corps)
  - Generalstabschef der Luftwaffe (Chief of Staff of the Air Force)
- Stabschef des Nationalgardeamts (Chief of the National Guard Bureau)

sowie de facto und im Krieg- bzw. Notfall auf Anordnung des Präsidenten
- Kommandant der Küstenwache (Commandant of the Coast Guard) (untersteht dem Department of Homeland Security)

## Vergleiche mit europäischen Diensträngen
Heer
Ein historischer Vergleich mit europäischen Diensträngen ist schwierig auf Grund unterschiedlicher Entwicklungen.
- Preußen kannte bis 1854 die vier Ränge Generalmajor, Generalleutnant, General sowie Generalfeldmarschall. 1854 wurde über dem General der fünfte Rang Generaloberst eingeführt.
- Das Vereinigte Königreich hatte die vier Ränge Major General, Lieutenant General, General und Field Marshal. Der 1928 eingeführte Brigadier ist kein Generalsrang.

Diese jeweiligen Ränge trugen gleichzeitig mehrere Offiziere, während der Rang eines Lieutenant General und der eines General of the Army des US-Heeres im 18. und 19. Jahrhundert ein singulärer Rang war, gebunden an die Stellung des Oberbefehlshabers des Heeres.
Der im Zweiten Weltkrieg vierfach verliehene Rang General of the Army entsprach zu dieser Zeit dem eines Generalfeldmarschalls (Deutschland seit 1618) oder Field Marshal (Vereinigtes Königreich seit 1736).
Der dreimal verliehene ehrende Dienstgrad eines General of the Armies ist nicht vergleichbar, obwohl in US-amerikanischen Darstellungen auch der Titel Generalissimo genannt wird und Washington als Oberbefehlshaber der Kontinentalarmee im Unabhängigkeitskrieg auch als solcher genannt wurde.
Marine
- Bei der Marine ist der Rang eines Fleet Admirals vergleichbar mit dem eines Großadmirals (Deutschland seit 1900) oder Admiral of the Fleet (Vereinigtes Königreich seit 1796).
- Der einmal verliehene Dienstgrad eines Admiral of the Navy wird oft gleichgestellt mit dem des Generals of the Army, aber auch mit dem des Generals of the Armies.

Luftwaffe
- Hier gab es seit 1949 in den USA den General of the Air Force, der vergleichbar ist zu dem bereits seit 1921/27 im Vereinigten Königreich eingeführten Rang Marshal of the Royal Air Force (NATO-Rangcode OF-10).
- Auch die Sowjetunion kannte seit 1943 den Rang Marschall der Luftstreitkräfte (маршал авиации), als Marschall der Waffengattung, der jedoch unter dem Rang Marschall der Sowjetunion stand.